# О бракосочетании Филологии и Меркурия
«О бракосочета́нии Филоло́гии и Мерку́рия» (лат. De nuptiis Philologiae et Mercurii) — аллегорическое сочинение Марциана Капеллы в форме романа, представляющее собой энциклопедию семи свободных искусств.
Сохранилось почти полностью, утрачена лишь заключительная часть VIII книги.

## Заголовок и датировка
Традиционный заголовок романа «О бракосочетании» (De nuptiis), как и другой распространённый заголовок «Сатирикон» (Satyricon), позднейшие, они не принадлежат автору сочинения.
Ранние комментаторы Марциана (Фосс, Фабриций, Сакс, Функ) считали, что книга написана около 470 года, исходя при этом в основном из «декадентского» стиля Марциана. В 1866 Ф. Эйсенхардт (Eyssenhardt) обратил внимание на то, что в стихотворном послесловии Марциан упоминает проконсула Карфагена, а эта должность была официально упразднена после захвата Карфагена Гейзерихом в 439 году. На этом основании долгое время полагали, что произведение написано до этой даты. Хотя такая датировка остаётся широко принятой среди филологов (она закреплена и в последнем издании Британской энциклопедии), начиная с середины 1970-х годов она подвергается существенной коррекции. Новые данные позволяют утверждать, что должность проконсула существовала и позднее, при Гунерихе и Гунтамунде. Предполагают (на основании перекрёстного анализа цитат), что сочинение написано в последней четверти V века (470—480-е годы). Сабина Гребе аргументирует ещё более позднюю датировку, 496—523 гг., привязывая её к культурному расцвету королевства вандалов при Тразамунде.

## Содержание
Сочинение состоит из девяти книг, из которых первые две содержат собственно романический сюжет о любви Меркурия к прекрасной деве Филологии, о вознесении её на небо и последующей свадьбе (Курциус указывает, что Марциан взял за образец новеллу своего земляка Апулея об Амуре и Психее, в которой брак божества со смертной санкционирован ассамблеей богов). Филология получает в подарок семь служанок, каждая из которых воплощает одно из свободных искусств. Энциклопедическому описанию этих искусств и посвящены остальные семь книг.
- Liber I. <без заголовка>
- Liber II. <без заголовка>
- Liber III. De arte grammatica
- Liber IV. De arte dialectica
- Liber V. De rhetorica
- Liber VI. De geometria
- Liber VII. De arithmetica
- Liber VIII. De astronomia
- Liber IX. De harmonia

### Сюжет двух первых книг
Произведение начинается со стиха к Гименею, к которому автор обращается не только как к примирителю стихий и полов на службе Природы, но и как к устроителю браков между богами.
Из этих последних Меркурий всё ещё холост. По совету Виртус он обращается за помощью к Аполлону. Аполлон предлагает кандидатуру учёной девы Филологии, которая обладает не только Парнасской мудростью, но и секретами звёздных небес и подземного мира, и потому объемлет всё знание. Виртус, Меркурий и Аполлон, сопровождаемые Музами, поднимаются через небесные сферы ко дворцу Юпитера. Ассамблея богов, включающая также аллегорические фигуры, санкционирует желание Меркурия и решает, что Филология будет возведена в сонм богов, так же как и любой другой смертный, который того заслужит.
Филологию наряжает её мать Фронесис (Ум), её приветствуют четыре Кардинальные добродетели и три Грации. По требованию Афанасии (Бессмертия) она съедает яйцо, и её вырывает фонтаном из книг. Это делает её достойной стать бессмертной. Затем она возносится на небо на носилках, которые несут юноши Лабор (Труд) и Амор (Любовь), а также девы Эпимелия (Усердие) и Агрипния (работа ночами и сон урывками, неизбежные при интеллектуальном труде).
На небесах Юнона как покровительница брака приветствует её и знакомит с обитателями Олимпа, которые совсем не те, что на греческом Олимпе: среди них не только демоны и полубоги, но и античные поэты и философы. В качестве свадебного подарка невеста получает семь свободных искусств. В соответствии со вкусом эпохи их олицетворяют женщины, которые отличаются друг от друга одеяниями, принадлежностями и причёсками.

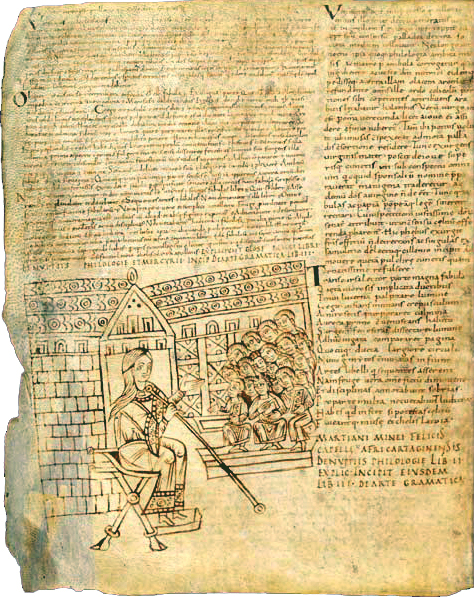
Грамматика со свитой. Страница из (итальянской?) рукописи трактата X в., с комментариями Ремигия Осерского. Национальная библиотека Франции, Lat. 7900a, fol. 127v

### Грамматика
Грамматика изображена как седовласая пожилая женщина, которая хвастается своим происхождением от египетского царя Осириса. Позднее она долгое время жила в Аттике, а сейчас носит римскую одежду. Она носит с собой шкатулку из чёрного дерева, где хранит нож и пилку, которыми производит хирургические операции на детских грамматических ошибках.

### Риторика
Риторика — величественно высокая и красивая женщина в платье, украшенном всеми фигурами речи; у неё есть оружие, которым она поражает своих оппонентов.

## Значение
Марциан внёс ряд модификаций в античное учение о свободных искусствах, в частности он сократил их число с девяти до семи. Его версию принял Исидор Севильский. Каролингские клирики, проводившие образовательную реформу, приняли De nuptiis в качестве школьного текста. Ценные комментарии к нему написали Эригена, Ремигий Осерский и Мартин Лаонский (Мартин Скотт). Первый перевод на немецкий (древневерхненемецкий) язык выполнил Ноткер Губастый (Notker Labeo, ок. 950 — 1022; перевёл две книги из девяти).
Аллегорические фигуры семи свободных искусств, изображённые в соответствии с описаниями Марциана, неоднократно отмечаются в изобразительном искусстве и литературе на протяжении Средних веков и Возрождения. Их можно видеть на фасаде Шартрского собора и Собора Парижской Богоматери, на витражах Ланского собора, на фресках Боттичелли, они являлись частью праздничных процессий вплоть до конца XVI века.

## Издания и переводы

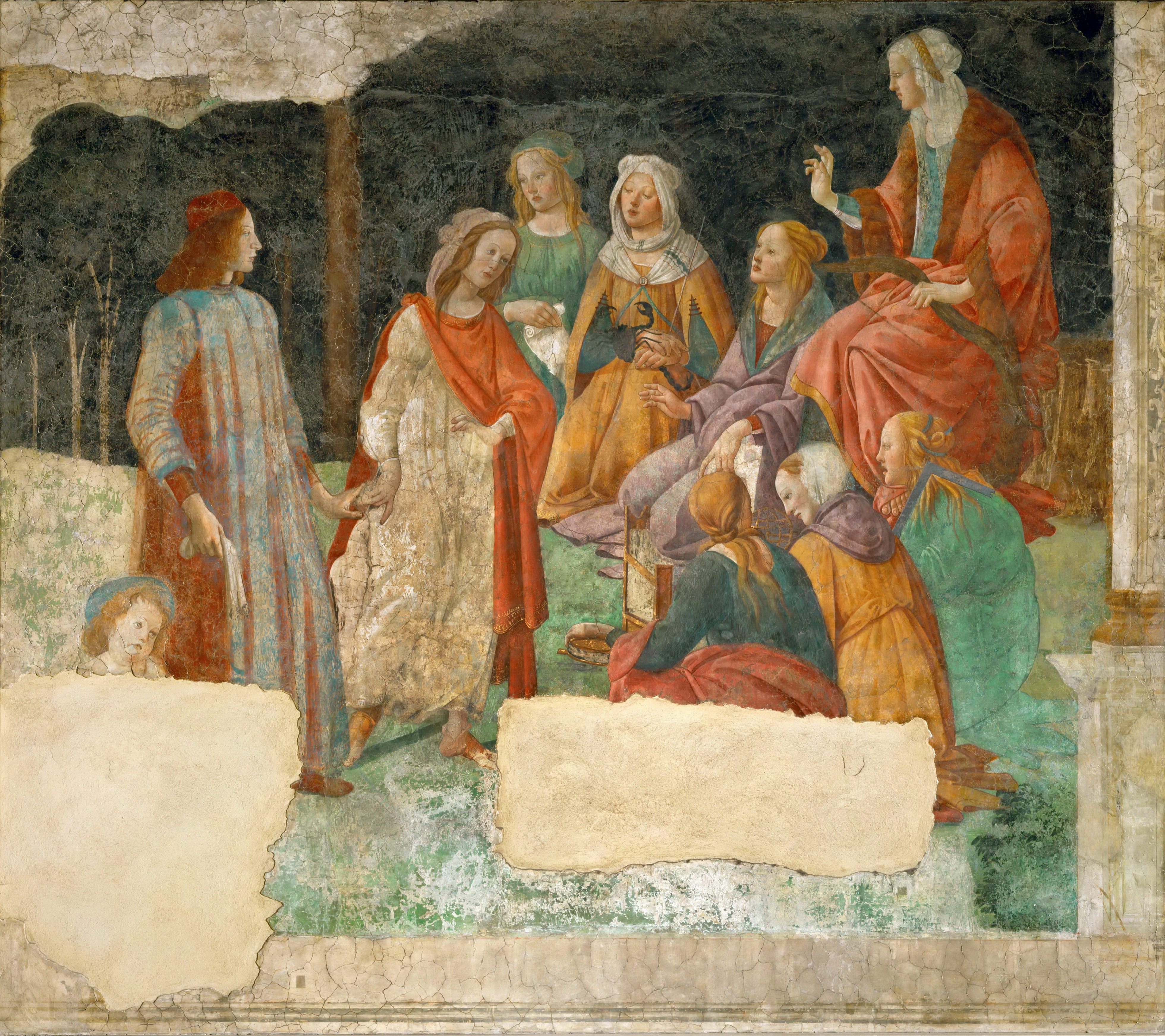
Сандро Боттичелли. Фрески виллы Лемми под Флоренцией. Лоренцо Торнабуони перед аллегорическими фигурами семи свободных искусств. Фрагмент

- Между 1499 и 1599 вышло 8 изданий, последнее было выполнено Гуго Гроцием. Ещё одно издание планировалось в 1670 ad usum delphini: епископ Юэ доверил его Лейбницу, который однако так и не осуществил его.
- De nuptiis Philologiae et Mercurii libri VIIII, edidit Adolphus Dick. Lipsiae: Teubner, 1925.
- Martianus Capella and the seven liberal arts, ed. by William H. Stahl and Richard Johnson. 2 vls. New York: Columbia University Press, 1971 (vol.1), 1977 (vol.2) (научное предисловие, английский перевод и комментарий).
- De nuptiis Philologiae et Mercurii, ed. James Willis. Leipzig: Teubner, 1983 (критич. издание оригинала).
- Martiani Capellae De nuptiis philologiae et Mercurii liber IX. Introduzione, traduzione e commento di Lucio Cristante. Padua: Antenore, 1987. XXI, 404 p. (= Medioevo e umanesimo, 64) (перевод IX книги на итальянский язык, с комментариями).
- Martianus Capella. De astronomia. Traduit pour la premièr fois en français et commenté par par André LeBoeuffle. Vannes, 1998 (перевод VIII книги на французский язык, с комментариями). ISBN 2-9509483-9-1.
- Le nozze di Filologia e Mercurio, a cura di Ilaria Ramelli. Milano: Bompiani, 2001 (итальянский перевод).
- Guillaumin, Jean-Yves Martianus Capella. Les noces de Philologie et de Mercure. Livre VII : l'arithmétique, Paris, Les Belles Lettres, 2003 (критическое издание оригинала, французский перевод и комментарий кн. VII "Арифметика")
- Die Hochzeit der Philologia mit Merkur. Übersetzt, mit einer Einleitung, Inhaltsübersicht und Anmerkungen versehen von Hans Günter Zekl. Würzburg: Königshausen u. Neumann, 2005. ISBN 3826030435 (немецкий перевод и комментарий).
- Ramelli I. Tutti i commenti a Marziano Capella. Milano: Bompiani, 2006 (итал. комментарий к итал. переводу Рамелли).
- Guillaumin, Jean-Baptiste. Martianus Capella. Les noces de Philologie et de Mercure. Livre IX : l'harmonie, Paris, Les Belles Lettres, 2011 (критическое издание оригинала, французский перевод и комментарий кн. IX "О гармонии")
- Liber VII. Introduzione, traduzione e commento per Anna Grion (Trieste, 2012) Архивная копия от 14 августа 2014 на Wayback Machine (оригинал, итальянский перевод и комментарий кн. VII "Арифметика").

### На русском языке
- Бракосочетание Филологии и Меркурия. / Перевод и комментарии Ю. А. Шахова. — СПб.: Петроглиф, 2019. ISBN 	978-5-98712-858-9.